# 2007년 북한 홍수
2007년 북한 홍수는 2007년 8월 북한(조선민주주의인민공화국)에서 일어난 홍수를 말한다.

## 같이 보기
- 고난의 행군
- 2006년 북한 홍수
- 2012년 조선민주주의인민공화국 홍수
- 2018년 북한 홍수